# Olologue
Olologue est un petit village situé dans la commune de Wouro Birom, dans le Moughataa (département) du Brakna, en Mauritanie.

## Actions de développement
En 2020, l'Association Assistance communautaire et développement (ASCOM) met en œuvre, dans le cadre de l'initiative Objectif 2030, le projet « Renforcement de la resilience des femmes de Olologue en Mauritanie ».